# Fuyuan (ort)
Fuyuan (kinesiska: 抚远, 撫遠, Fǔyuǎn) är en ort i Kina. Den ligger i provinsen Heilongjiang, i den nordöstra delen av landet, omkring 650 kilometer nordost om provinshuvudstaden Harbin. Antalet invånare är 30 000.
Runt Fuyuan är det glesbefolkat, med 15 invånare per kvadratkilometer. Det finns inga andra samhällen i närheten. Omgivningarna runt Fuyuan är en mosaik av jordbruksmark och naturlig växtlighet.
Genomsnittlig årsnederbörd är 897 millimeter. Den regnigaste månaden är juli, med i genomsnitt 193 mm nederbörd, och den torraste är januari, med 14 mm nederbörd.